# Érika Villalobos
Érika Cecilia Villalobos Arana (Jesús María, Lima, 27 de agosto de 1974) es una comunicadora, guionista, actriz y cantante peruana.

## Biografía
Es egresada de la Facultad de Comunicación de la Universidad de Lima. Estudió actuación con Pipo Ormeño en el Teatro del Sol en 1989. Integró diversos grupos musicales como Érika y el Resto, La Quinta Levedad y el grupo Torbellino, agrupación que causó sensación en todo el país en los años 1997 y 1998. En televisión, Villalobos debutó con la telenovela La noche, y le siguió la telenovela juvenil Torbellino. Sus siguientes trabajos en televisión fueron en varias telenovelas, como Secretos, Sueños, Pobre diabla, Qué buena raza, Demasiada belleza y Luciana y Nicolás.
En 2004, actuó en la miniserie Misterio y, el año siguiente, actuó en La gran sangre 2, como Medusa, una de las integrantes de las Diosas Malditas.
En marzo de 2005, se casó con el actor y conductor Aldo Miyashiro, con quien tiene dos hijos. En el año 2022 se separaron y ahora están oficialmente divorciados.

En 2011, condujo el programa Zona de miedo, actuó en las obras La tía de Carlos y En la jungla de las ciudades.
Villalobos concursó en la segunda temporada del programa de telerrealidad y baile El gran show, conducido por Gisela Valcárcel, donde obtuvo el sétimo puesto tras tres meses de competición.
En 2012, lanzó su primer disco de rock como solista: Potente. En mayo de 2013, se estrenó en Lima el musical El chico de Oz, donde interpretó a Liza Minnelli. 
Interpretó a Yuri en Mentiras, la versión peruana del musical mexicano que fue muy ovacionado.
Villalobos concursó en el programa de imitaciones Tu cara me suena, conducido por Adolfo Aguilar, donde resultó ganadora tras cuatro meses de competencia interpretando personajes como Madonna, Freddie Mercury, Joe Arroyo y Pink.
En 2014, entró a formar parte del elenco de la serie Mi amor, el wachimán 3.
En 2015, protagonizó Atacada, la teoría del dolor, primera película de Aldo Miyashiro. Asimismo, participa dentro de la película ¡Asu mare! 2, como invitada, haciendo de ella misma junto con el grupo Torbellino.
Desde el 2023 lleva una relación muy estable y bonita con Erik Zapata, ciudadano norteamericano, a quien conoció a través de su hermana de la que era compañero de colegio. 

## Filmografía
| Año       | Título                           | Rol                               | Notas           |
| --------- | -------------------------------- | --------------------------------- | --------------- |
| 1996      | La noche                         | Soledad Lazarte                   |                 |
| 1997      | Torbellino                       | María Páez                        |                 |
| 1998      | Secretos                         | Lali                              |                 |
| 1999      | Sueños                           | Matty                             |                 |
| 2000      | Pobre diabla                     | Karina Linares                    |                 |
| 2001      | Cazando un millonario            | Silvia Alonso                     |                 |
| 2002-2003 | Qué buena raza                   | Tania Hinojosa                    |                 |
| 2003      | Demasiada belleza                | María del Pilar «Vampira» Bisutti |                 |
| 2003      | Luciana y Nicolás                | Leticia Marticorena               |                 |
| 2004      | Misterio                         | Nadia                             |                 |
| 2006      | La gran sangre 2                 | Medusa                            |                 |
| 2007      | La gran sangre 4                 | Medusa                            | Actriz invitada |
| 2007      | La gran prueba                   | Presentadora                      |                 |
| 2010-2012 | La AKdemia                       | Sandra                            |                 |
| 2011      | Zona de miedo                    | Presentadora                      |                 |
| 2011      | El gran show (segunda temporada) | Concursante                       | 7.º puesto      |
| 2012      | Dos para las 7                   | Mentora                           | Ganadora        |
| 2013-2014 | Tu cara me suena                 | Concursante                       | Ganadora        |
| 2014      | Mi amor, el wachimán 3           | Rebeca                            |                 |
| 2018      | Torbellino, 20 años después      | María Páez                        |                 |
| 2018      | Mi esperanza                     | Elsa Guerra Huayta                |                 |
| 2019      | En la piel de Alicia             | Norma Izquierdo                   |                 |
| 2020      | La máscara                       | Investigadora                     |                 |
| 2023      | Perdóname                        | Lara Ferradas                     | Protagonista    |

| Año  | Título                       | Rol                                     |
| ---- | ---------------------------- | --------------------------------------- |
| 2007 | La gran sangre, la película  | Agente 48                               |
| 2015 | Atacada, la teoría del dolor | Andrea                                  |
| 2015 | Asumare 2                    | Como ella misma en el grupo Torbellino. |
| 2017 | Once machos                  | Beatriz                                 |
| 2018 | Locos de amor 2              | Patricia                                |

## Teatro
- 2002, Un príncipe para tres princesas, como la madrastra
- 2004, Clase maestra María Callas, como Sophie de Palma
- 2004, Vino, bate y chocolate, como Afrodita
- 2006, Star Stone (ópera funk), como Flacax
- 2006, Jesucristo superstar, como María Magdalena
- 2007, El jardín secreto, como Martha
- 2010, Soundtrack: Maldita fama
- 2011, La tía de Carlos, como Ela Delahay
- 2011, En la jungla de las ciudades
- 2012, Te odio amor mío
- 2013, El chico de Oz, como Liza Minnelli
- 2014, Mentiras, el musical , como Yuri
- 2019, Todos vuelven
- 2019, Madres, el musical
- 2022, Todos vuelven
- 2022, Madres, el musical
- 2022, Da Capo (junto con el coro Voces del Sol)
- 2022, Los Monstruos
- 2023, Velas de Cumpleaños
- 2024, La Madre
- 2025, Amores de Peña

## Música
En 2012, lanza su primer CD como solista llamado Potente. En él se encuentra el tema musical de la miniserie Chico de mi barrio, una versión roquera del tema Adiós chico de mi barrio, de la cantante argentina Tormenta. Asimismo, uno de los temas, Magia, es cantado junto con su hijo (de seis años en ese momento) y forma parte de la banda sonora de la teleserie Pulseras rojas.

## Como escritora
Villalobos ha escrito y dirigido cortometrajes en cine como El cartero (2004) y Canelita (con Miguel Iza y Roxana Yépez). Ha coescrito guiones de series televisivas como Golpe a golpe (2007) y La gran sangre 4 (2007). Escribió, junto con Miyashiro y Abril Cárdenas, el guion de la película ¡Sangra. grita. late!, que se estrenó en 2017, y también la adaptación al cine de la obra Función Velorio. Actualmente, se encuentra escribiendo guiones cinematográficos.